# 伯德鎮區 (密蘇里州開普吉拉多縣)
伯德鎮區（英語：Byrd Township）是位於美國密蘇里州開普吉拉多縣的一個行政鎮區。

## 地方資料
伯德鎮區的面積為162.23平方千米，當中陸地面積為162.20平方千米，而水域面積為0.03平方千米。根據2020年美國人口普查的數據，當地共有人口20721人，而人口密度為每平方千米127.73人。